# Tachyempis tetrachaeta
Tachyempis tetrachaeta är en tvåvingeart som beskrevs av Axel Leonard Melander 1927. Tachyempis tetrachaeta ingår i släktet Tachyempis och familjen puckeldansflugor. Inga underarter finns listade i Catalogue of Life.